# 靈異乍現
是一部2019年美國超級英雄(可稱為超级反派或反英雄)科幻恐怖片，由大衛·亞羅維斯基（David Yarovesky）執導，馬克·岡恩和布萊恩·岡恩撰寫劇本，而詹姆斯·岡恩與黃健華則擔任監製。其主演包括伊莉莎白·班克絲、大衛·丹曼、傑克森·A·鄧恩（Jackson A. Dunn）、麥特·瓊斯及梅洛狄斯·漢格。
《靈異乍現》2019年5月24日在美國上映，在影評人中獲得中等評價，其中恐怖元素以及班克絲的演出獲贊，但大部分影評感覺到電影並沒有發揮出全部潛力。

## 劇情
2006年，托莉和凱爾·布萊爾夫婦住在美國堪薩斯州布萊本小鎮，準備好養小孩的他們嘗試過各種方法卻無法生育，直到一晚目睹一艘小型太空艙墜落在他們農場附近，裡面躺著一個嬰兒。夫妻倆便將他收養、取名叫布蘭登，將整艘太空艙藏於穀倉地下室以避免被找到。十二年後，未知自己身份的布蘭登進入校園生活，但藏在穀倉地下室的太空艙當時開始自行啟動，傳出一種不明外星語言，讓布蘭登屢次陷入夢遊狀態試圖打開地下室門。但從屋子裡注意到紅光的托莉馬上趕來制止他，為了不傷害到他，托莉盡可能地對兒子隱瞞他的真正身世。
如今邁入青春期的布蘭登首先注意到自己擁有超能力以及金剛不壞之身，隨著多次被太空艙“召喚”而改變性情，逐漸從以往的彬彬有禮變得桀驁不馴。托莉和凱爾起初沒有在意兒子的行徑，只覺得這是進入青春期的正常現象，但托莉隨後在布蘭登的床下找到幾張色情刊物與跟解剖有關的血腥圖。他們一家趁週末去野外露宿，凱爾陪布蘭登在打獵時，父子倆開始聊起性話題，他告訴布蘭登這個年紀會對女性有興趣且產生好奇，鼓勵布蘭登這是正常現象。布蘭登趁父母露營睡覺時，活用自己的超能力秘密來到自己心儀的女同學凱特琳的房間，打開她的電腦放情歌，但行蹤一度被凱特琳注意到。回家後，凱爾注意到家裡養的雞群會對布蘭登有著強烈恐懼，而雞群沒過多久就神秘集體死亡。凱爾開始懷疑這跟布蘭登有關，但托莉不肯相信這是自己兒子所為。
在學校體育課進行信任訓練時，凱特琳由於對布蘭登產生恐懼，在他跌倒時拒絕為他伸出援手，最後使布蘭登經不起憤怒而有意弄斷她的右手臂。凱特琳的母親埃莉卡對此威脅要讓布蘭登受制裁，布蘭登因此被停學兩天，還勒令跟他身為輔導主任的嬸嬸梅洛莉進行定期輔導。布蘭登當晚再度受到太空艙召喚，這次靠超能力扯開地下室門跟太空艙近距離接觸、讀取其訊息，同時不小心被太空艙的邊緣劃傷手。無力阻止他的托莉最終將布蘭登來自外星的身世一五一十地告訴他，導致一時無法承受事實的布蘭登，開始遵從太空艙的指令“奪下世界”（Take the world）。
布蘭登回到父母面前假裝自己已釋懷，拜訪受傷的凱特琳並為她留下一束花作為道歉，之後披上紅褐色披風與面罩、活用超能力殺害在快餐店工作的埃莉卡後藏屍。當他在學校老是被梅洛莉叮嚀時，布蘭登夜裡來到她家試圖恐嚇她卻無效，他於是將怒氣發向她的丈夫諾亞。陪凱爾喝完酒的諾亞回家後找到布蘭登躲在他衣櫃裡，準備將他拉上車帶回家見父母，但開車半路上受到布蘭登攻擊。整輛車被布蘭登用超能力舉起來，直墜地面導致諾亞被摔斷下巴致死。車禍被警方當作酒駕意外處理，但托莉和凱爾發現布蘭登對叔叔之死毫無憐憫心，凱爾差點情緒失控而跟兒子大吵一架，隨後被布蘭登用超能力用力推開。凱爾隨後偷偷在布蘭登房間找到一件血衣，對布蘭登是殺人兇手確信無疑，擔心自己一手養大的孩子是一個“惡魔”，但他的指控被溺愛兒子的托莉極力否認。
凱爾決定忍痛割愛而假裝陪布蘭登到森林打獵，趁兒子背對他時用獵槍殺他，但開的一槍不僅對布蘭登毫發無傷，還讓布蘭登徹底墮入黑暗，最後慘被布蘭登用鐳射眼燒穿頭部致死。在家的托莉受到本地警長來訪，其為她展示一張諾亞車禍現場的不明符號，托莉首先裝作不認識，隨後發現布蘭登的筆記本上畫滿大量相同符號、以及描繪諾亞與埃莉卡被殺場面的血腥畫作，極度恐慌的托莉試圖聯繫警告凱爾，卻被另一頭的布蘭登告知說凱爾已死。不久，布蘭登開始用飛行能力大肆破壞整棟屋子，殘忍殺害前來巡查的警長和副警長。托莉想到布蘭登先前被太空艙劃傷過，於是跑回穀倉取下一塊碎片，同時在一旁找到埃莉卡疑似被祭獻過的屍體。托莉上前擁抱而試圖拿碎片刺殺兒子，但行動卻被布蘭登識破，最後被布蘭登帶上高空扔下摔死。
布蘭登隨後摧毀一架乘載兩百名乘客的客機，使其墜機在農場而無人生還，前來搜救的警察將12歲的布蘭登認作是災難唯一倖存者。沒有父母的布蘭登從此不再受管制，開始放任自我、在小鎮各處進行一系列殘忍的毀滅行動，開始被居民稱作「灼燒者」（Brightburn）。一位網絡陰謀論者大T將他跟其他藏於世界各地的「異能者」做比較，呼籲世人必須對這些異類採取行動。

## 演員
- 伊莉莎白·班克絲 飾演 托莉·布萊爾（Tori Breyer）
- 大衛·丹曼 飾演 凱爾·布萊爾（Kyle Breyer）
- 傑克森·A·鄧恩（Jackson A. Dunn） 飾演 布蘭登·布萊爾／灼燒者（Brandon Breyer / Brightburn）
- 麥特·瓊斯（英语：Matt Jones (actor)） 飾演 諾亞·麥尼科爾（Noah McNichol）
- 梅洛狄斯·漢格（英语：Meredith Hagner） 飾演 梅洛莉·麥尼科爾（Merilee McNichol）
- 愛米·杭特（Emmie Hunter） 飾演 凱特琳·史戴普頓（Caitlyn Stapleton）
- 貝琪·沃斯特姆（英语：Becky Wahlstrom） 飾演 埃莉卡·史戴普頓（Erica Stapleton）
- 葛雷格·艾倫·威廉斯（英语：Gregory Alan Williams） 飾演 迪佛警長（Sheriff Deever）
- 安妮·亨普利（Anne Humphrey） 飾演 艾樂斯副警長（Deputy Aryes）
- 麥可·魯克 飾演 大T（The Big T）

雷恩·威爾森在片尾彩蛋以照片形式客串，重演他在詹姆斯·岡恩電影《犀利人夫》中的角色法蘭克·達波／深紅閃電（Frank Darbo / Crimson Bolt）。

## 製作
2017年12月，據報導，詹姆斯·岡恩將監製一部未知標題的恐怖片，他的弟弟布萊恩和堂弟馬克負責撰寫劇本，並由大衛·亞羅維斯基（David Yarovesky）執導。
伊莉莎白·班克絲、大衛·丹曼、傑克森·A·鄧恩（Jackson A. Dunn）、麥特·瓊斯及梅洛狄斯·漢格於2018年3月加入該片的演出，並於同月開始進行主要拍攝。

## 發行
《靈異乍現》由索尼影視發行定於2019年5月24日在美國上映；在此前，該片的上映日原定於2018年11月30日。

### 市場營銷
原本《靈異乍現》計畫在2018年聖地牙哥國際動漫展上作宣傳，但因詹姆斯·岡恩被華特迪士尼影業與漫威工作室解雇後，才在最後的一分鐘取消了該宣傳計劃（岡恩與迪士尼、漫威於九個月後和解）。2018年12月8日，《靈異乍現》的首支預告片在網上釋出。由於其內容和超人的起源故事有意相似，使得媒體和影評人將該預告片評為「超人恐怖片」。《Fast Company》認為：「雖然它不是正式的超人電影，但它會讓觀眾走進克拉克·肯特起源故事的每一步，然後再轉向左轉。」

## 評價
爛番茄根據195條評論，持有57%的新鮮度，平均得分5.61／10。在Metacritic上，電影獲得44分。